# دریاچه مدوژیه (چوکوتکا)
دریاچه مدوژیه (انگلیسی: Medvezhye) یک دریاچه در ناحیه خودگردان چوکوتکای کشور روسیه است.